# Deception (serie)
Deception, conosciuta in Giappone come Kagerō (影牢? lett. "Prigione d'ombra"), è una serie di videogiochi strategici creata dalla Tecmo, oggigiorno Koei Tecmo Games, incentrata su un tipo di combattimento passivo tramite l'utilizzo di trappole. I videogiochi sono stati pubblicati esclusivamente su console Sony.

## Videogiochi

### Devil's Deception
Il primo capitolo della serie è stato distribuito nel 1996 per PlayStation con il titolo Devil's Deception in Europa, Kokumeikan (刻命館?) in Giappone e Tecmo's Deception: Invitation to Darkness negli Stati Uniti. La storia è incentrata su un principe senza nome, il quale è stato ucciso dal fratello Yurias in un grande piano per usurpare il trono del loro padre e sposare Fiana, la promessa sposa del protagonista. All'inferno il principe stringe un patto con il Diavolo per vendicarsi del fratello, trasformando il castello in una prigione di trappole. Sono presenti sei finali del gioco.
Alcuni elementi di questo primo capitolo vengono abbandonati nei sequel: in particolare ogni riferimenti al Satanismo e la prospettiva di gioco in prima persona. Il posizionamento delle trappole è molto più libero e lo stesso castello può essere ingrandito con l'aggiunta di altre stanze, ed è inoltre possibile creare dei mostri dagli arti mozzati dei personaggi uccisi. Inoltre sono presenti molti elementi dei giochi di ruolo, come l'aumento di statiche e l'evoluzione del personaggi o l'utilizzo di oggetti e strumenti.

### Kagero: Deception II
Il secondo capitolo, sempre per PlayStation, è stato distribuito per la prima volta nel 1998 in Giappone con il titolo Kagerō: Kokumeikan shinshō (影牢～刻命館真章～?) e in Nord America ed Europa con il titolo Kagero: Deception II.
Il giocatore assume il ruolo di Millennia, una giovane ragazza che si trova al centro di una guerra tra gli umani e i Timenoids, una razza immortale con poteri magici. Il giocatore deve scegliere per quale fazione combattere. 
Questo videogioco rappresenta una nuova partenza per la serie, sviluppando un sistema di gioco che verrà poi ripreso in tutti i titoli successivi. Come prima cosa, la prospettiva passa alla terza persona, e la modalità di gioco viene incentrata sulla strategia del posizionamento delle trappole per creare delle combo. L'utilizzo degli oggetti è stato limitato a cristalli, mentre è stato revisionato il sistema di miglioramento delle trappole. Infine le trappole, una volta costruite, non si autodistruggo come nel primo capitolo, ma hanno un periodo di ricarica prima di funzionare nuovamente.

### Deception III: Dark Delusion
Il terzo capitolo è stato distribuito per la prima volta nel 1999 in Giappone con il titolo Sōmatō (蒼魔灯?) e in Nord America e nel Regno Unito con il titolo Deception III: Dark Delusion, per PlayStation.
La storia segue Reina, una ragazza rapita da individui misteriosi e portata nelle terra di Burgenhagen per essere venduta come schiava. Reina deve utilizzare i suoi poteri per attivare trappole e scappare dai suoi rapitori.
Questo titolo include diverse miglioramenti, come l'aggiunta della modalità pratica, addestramento e missione, oppure il nuovo sistema di personalizzazione delle trappole.

### Trapt
Il quarto capitolo è stato distribuito per la prima volta nel 2005 in Giappone con il titolo Kagerō II: Dark Illusion (影牢II -Dark illusion-?) e in Nord America ed Europa con il titolo Trapt, per PlayStation 2.
La storia offre un parallelismo con il primo videogioco, in questo caso una principessa, Allura, che viene incolpata per l'assassinio del padre e stringe un patto con un demone per vendicarsi. La caratteristica del gioco sono le "illusioni oscure", speciali trappole poste all'interno delle stanze che vengono attivate solo dopo l'attivazione di altre trappole in un ordine prestabilito. Viene anche inclusa una modalità sopravvivenza contro ondate infinite di nemici e solo nove trappole a disposizione.

### Deception IV: Blood Ties
Il quinto capitolo, conosciuto in Giappone come Kagerō: Dark Side Princess (影牢 ダークサイド・プリンセス?) e in Nord America ed Europa come Deception IV: Blood Ties, è stato distribuito nel 2014 per PlayStation Vita e PlayStation 3 e rappresenta un sequel di Deception III: Dark Delusion. Il gioco riprende alcuni elementi strategici di Devil's Deception.

### Deception IV: The Nightmare Princess
Una versione migliorata, intitolata Kagerō: Mō 1 nin no princess (影牢 ～もう1人のプリンセス～? lett. "Un'altra principessa") in Giappone e Deception IV: The Nightmare Princess in Nord America ed Europa è stata pubblicata nel 2015 per PlayStation Vita, PlayStation 3 e PlayStation 4.

## Accoglienza
La serie è stata mediamente ben accolta dalla critica. In un articolo di IGN del 2008, in cui vengono elencanti diverse serie di videogiochi horror che dovrebbe essere resuscitate, compare anche Deception, proponendo un ritorno all'ambientazione satanica e alla visuale in prima persona del primo capitolo della serie.